# Protodikraneura nasti
Protodikraneura nasti är en insektsart som beskrevs av Gebicki och Jacek Szwedo 2006. Protodikraneura nasti ingår i släktet Protodikraneura och familjen dvärgstritar. Inga underarter finns listade i Catalogue of Life.